# Верхне-Курмоярская
Верхне-Курмоярская — исчезнувшая станица в Котельниковском районе Волгоградской области. Входила в состав Второго Донского округа Области войска Донского. Станица располагалась на левом берегу Дона чуть ниже устья Аксая Курмоярского, между станицами Потёмкинской и Нагавской.

## Название
Слово «курман» татарское и означает в переводе на русский язык «жертвоприношение», хотя иногда оно употреблялось и как имя собственное. Видимо в этих местах татары устраивали празднества и приносили жертвоприношения, отчего яры получили кличку «Курман».

## История
Станица одна из древнейших. Впервые казачий городок Верхний Курман Яр упоминается в 1640 году. Станица много раз переходила с места на место, то разоряемая водою, то пожаром, то неприятелем (татарами), то следуя за менявшим русло Доном.
В 1859 году в станице имелись 504 двора, православная церковь, приходское училище, проживало 792 души мужского и 572 женского пола. К 1873 году в станице проживало 928 душ мужского и 1009 женского пола. Станица относилась ко Второму Донскому округу. Согласно данным первой Всероссийской переписи населения 1897 года в станице проживало 1212 душ мужского и 1204 женского пола. В станичный юрт также входило 22 хутора. Общая численность населения юрта составляла более 11 000 человек. Согласно алфавитному списку населенных мест Области войска Донского 1915 года в станице проживало 1084 души мужского и 1208 женского пола, имелись мировой судья, кредитное товарищество, две церкви — Рождество-Богородицкая и Успенская, высшее начальное училище, 2 школы, ветеринар, паровая мельница.

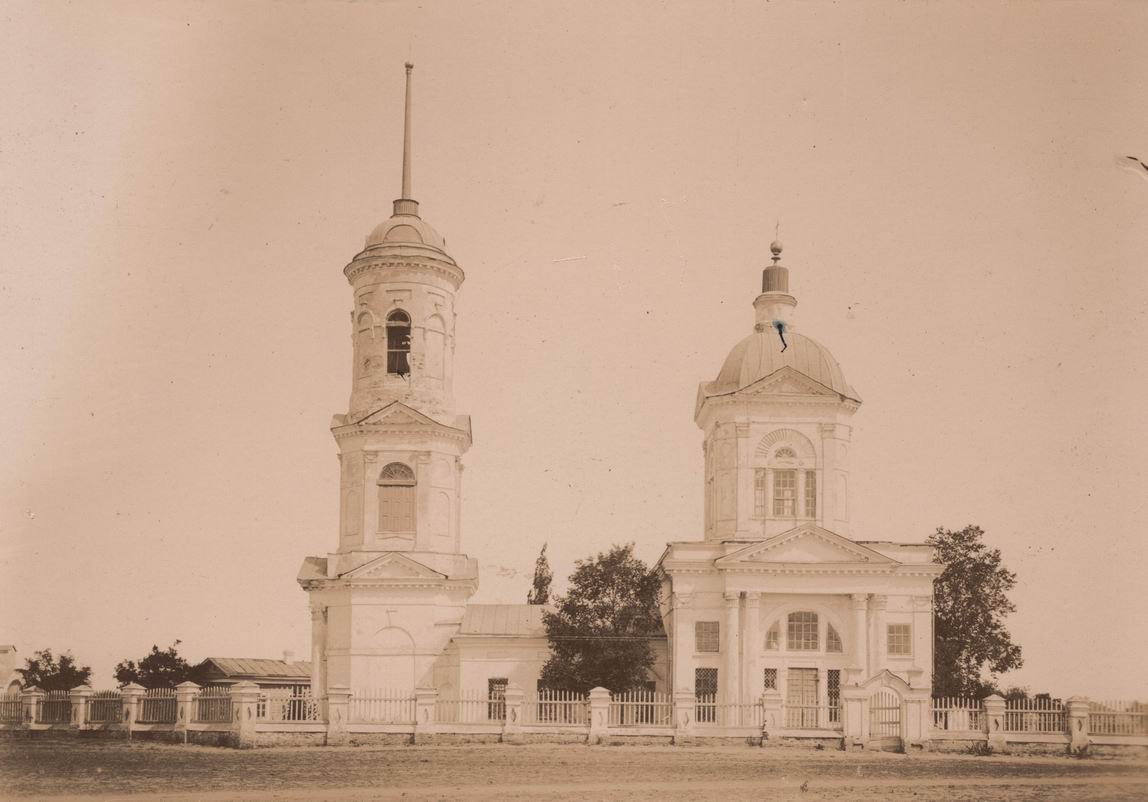
Церковь Успения Пресвятой Богородицы до Октябрьской революции

В 1920 году включена в состав Царицынской губернии. В 1928 году включена в состав Котельниковского района Сталинградского округа (округ ликвидирован в 1930 году) Нижне-Волжского края. С 1935 года — районный центр Верхне-Курмоярского района Сталинградского края (с 1936 года — Сталинградской области). Первый этап оборонительного сражения на Северном Кавказе начался 25 июля 1942 г. на рубеже нижнего течения Дона в полосе от станицы Верхне-Курмоярская до устья Дона. В 1950 году передана в состав Котельниковского района, расселена при строительстве Цимлянского водохранилища.
Перед наполнением водохранилища была разрушена каменная Успенская церковь.

Жители станицы
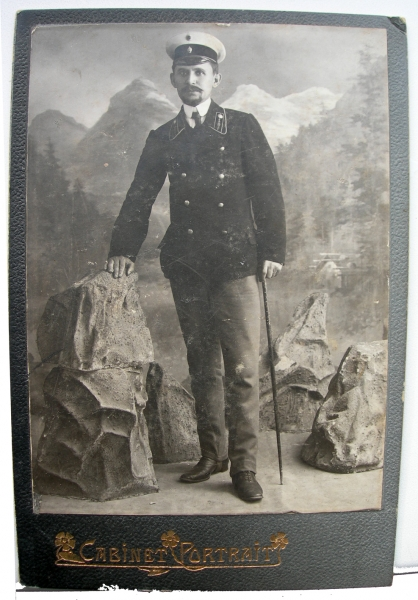
Почтмейстер
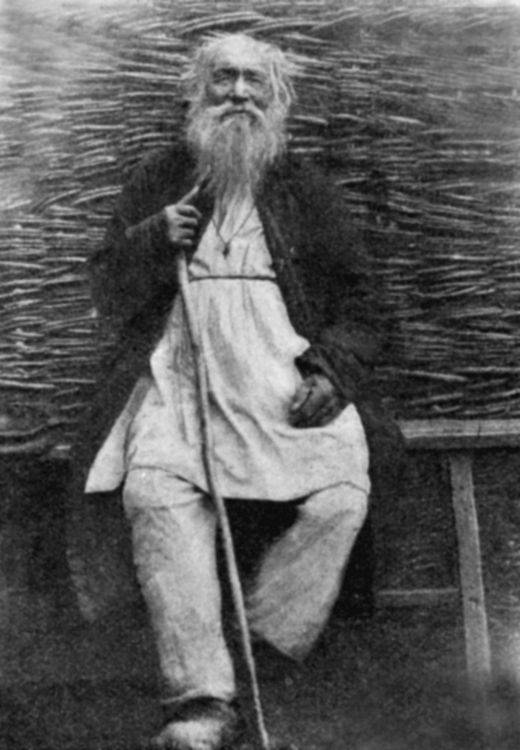
Казак

## Население
Динамика численности населения
| 1859 | 1873 | 1897 | 1915 | 1939 |
| ---- | ---- | ---- | ---- | ---- |
| 1364 | 1937 | 2416 | 2292 | 2445 |